# Hangáj járás
Hangáj járás (mongol nyelven:  Хангай сум) Mongólia Észak-Hangáj tartományának egyik járása. Területe 4400 km². Népessége kb. 2926 fő.
Székhelye Hunt (Хунт), mely 230 km-re fekszik Cecerleg tartományi székhelytől.